# Головеньки (Мазовецьке воєводство)
Головеньки (пол. Hołowienki) — село в Польщі, у гміні Сабне Соколівського повіту Мазовецького воєводства. Населення — 303 особи (2011).

## Історія
Ймовірно, території були населені русинами ще за часів Київської Русі. Перша відома письмова згадка про село датована 1463 роком.
За даними етнографічної експедиції 1869—1870 років під керівництвом Павла Чубинського, у селі переважно проживали греко-католики, які розмовляли українською мовою.
У 1975—1998 роках село належало до Седлецького воєводства.

## Населення
Демографічна структура станом на 31 березня 2011 року:
|          | Загалом | Допрацездатний вік | Працездатний вік | Постпрацездатний вік |
| -------- | ------- | ------------------ | ---------------- | -------------------- |
| Чоловіки | 162     | 27                 | 108              | 27                   |
| Жінки    | 141     | 22                 | 77               | 42                   |
| Разом    | 303     | 49                 | 185              | 69                   |

## Відомі люди
- Казимир Романюк[pl] (1927) — римо-католицький єпископ.